# لوسي بوينتون
لوسي بوينتون (بالإنجليزية: Lucy Boynton)‏ من مواليد 17 كانون الثاني/يناير 1994؛ هي ممثلة بريطانية-أمريكيّة. شاركت لأوّل مرة في مجال التمثيل في فيلم بدور بياتريكس بوتر تحتَ عنوان الآنسة بوتر (2006) كما ظهرت في فيلم شارع الغناء عام 2016 وتألقت في جريمة في قطار الشرق السريع عام 2017 وكذا في فيلم الرسول عام 2018 كما شاركت في لعبِ دور ماري أوستن في فيلم السيرة الذاتية الملحمة البوهيميّة سنة 2018 أيضًا.

## الحياة المُبكّرة
وُلدت بوينتون في مدينة نيويورك لكنّها نشأت في لندن. هي ابنةُ غراهام بوينتون الذي كان يشغلُ منصب كاتب صحفي في إحدى الجرائد المحليّة، ولها شقيقة تُدعى إيما لويس بوينتون. حضرت بوينتون المدرسة الثانوية في بلاكهيث ثمّ انتقلت في وقتٍ لاحقٍ إلى مدرسة جيمس ألين للبنات.

## المسيرة المهنية

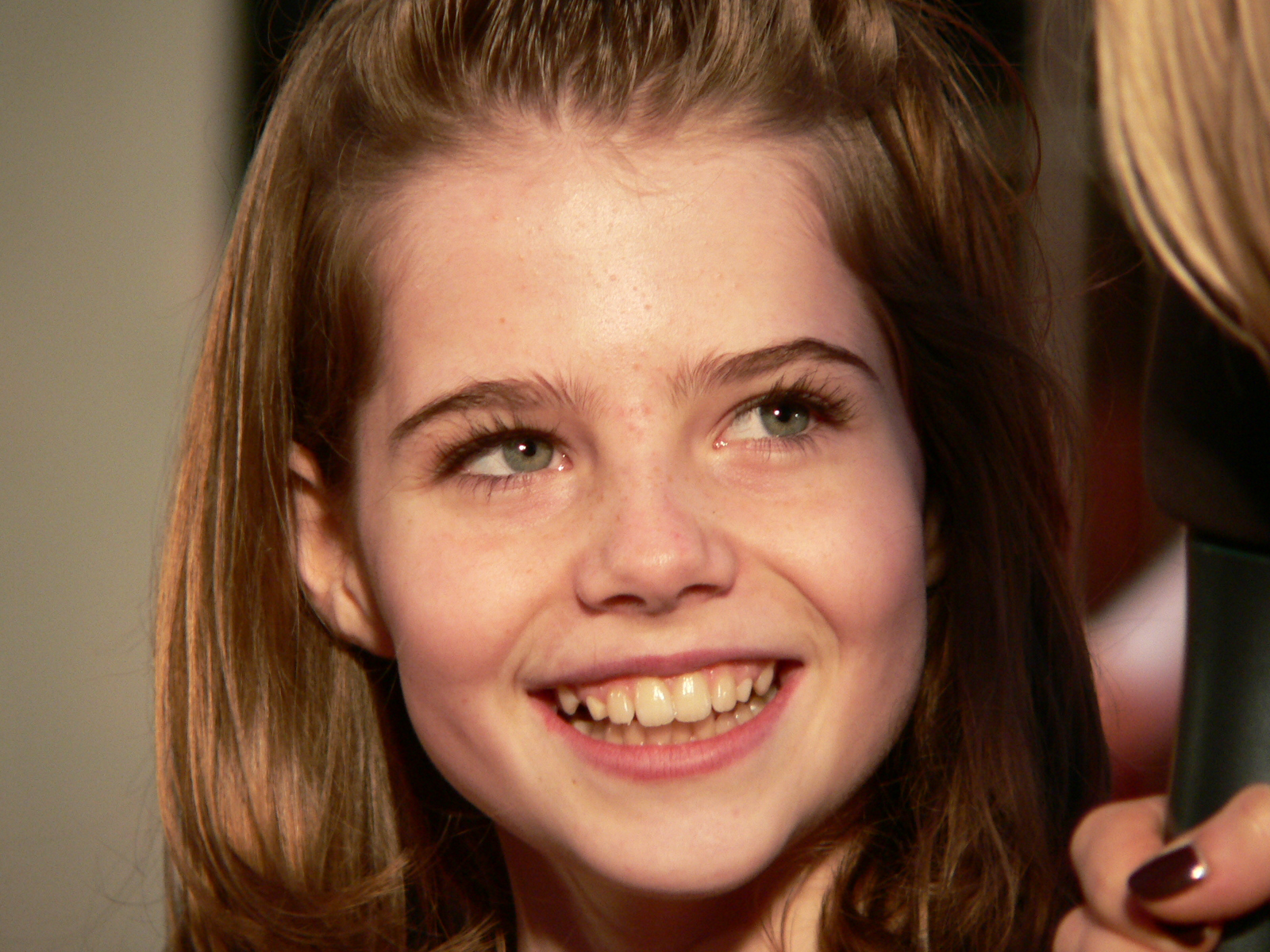
بوينتون في فيلم الآنسة بوتر الذي عُرض عام 2006

اختارت المُخرجة بياتريكس بوتر الممثلة بوينتون في عام 2006 للمُشاركة في فيلم الآنسة بوتر وكانَ هذا أوّل فيلم لها في مسيرتها المهنيّة التي كانت قد انطلقت لتوّها. بحلول عام 2007؛ رُشحت للتنافس على جائزة أفضل أداء في فيلم روائي طويل عن دورها في فيلم الآنسة بوتر. في نفسِ العام شاركت في فيلم أحذية الباليه والذي يتناولُ قصّة شابة طموحة ترغبُ في امتهان رقص الباليه بالرغمِ من كل الصعوبات والمعوقات التي تُواجهها في مسارها. لعبت بوينتون أيضا دور مارغريت داشوود في مسلسل العقل والعاطفة من إخراجِ بي بي سي. في عام 2011؛ لعبا بوينتون دورًا ثانويًا في فيلم لويس إلى جانبِ جولي والترز ويفيد هيج كما شاركت في شارع الغناء عام 2016 وجريمة في قطار الشرق السريع في العام الموالي. لعبت بوينتون دور شريكة فريدي ميركوري ماري أوستن في فيلم الملحمة البوهيميّة الذي صدر عام 2018؛ والذي ترشّح لـ 25 جائزة من جوائز نقابة ممثلي الشاشة بالإضافة إلى جائزة الأوسكار.

## الحياة الشخصية
اعتبارا من عام 2018؛ تواعدُ بوينتون النجم الأمريكي ذي الأصول المصريّة رامي مالك والذي شاركها في فيلم الملحمة البوهيميّة.

## قائمة أعمالها

### الأفلام
| السنة | العنوان                              | الدور                    | ملاحظات                                                        |
| ----- | ------------------------------------ | ------------------------ | -------------------------------------------------------------- |
| 2006  | الآنسة بوتر                          | بياتريكس بوتر            |                                                                |
| 2013  | النحاسي                              | إستر هاغادورن            |                                                                |
| 2013  | ترنيمة                               | هوليداي                  | فيلم قصيرة                                                     |
| 2015  | ذا بلاك كويت داوتر                   |                          |                                                                |
| 2016  |                                      | لوسي                     | فيلم قصير                                                      |
| 2016  | شارع الغناء                          | رافينا                   |                                                                |
| 2016  | أنا الشيء الجميل الذي يعيش في المنزل | بولي بارسونز             |                                                                |
| 2016  | لا تدق مرتين                         | كْلُو                      |                                                                |
| 2017  | ثائر في حقل الشوفان                  | كلير دوغلاس              |                                                                |
| 2017  | اسمحوا لي ان أذهب                    | إيميلي                   | نالَ الفيلم جائزة لجنة التحكيم في بنتونفيل السينمائي لأفضل فرقة |
| 2017  | جريمة في قطار الشرق السريع           | الكونتيسة هيلانة أندريني |                                                                |
| 2018  | رسول                                 | أندريا هاو               |                                                                |
| 2018  | الملحمة البوهيمية                    | ماري أوستن               |                                                                |

### التلفزيون
| السّنة      | العنوان                          | الدور          | ملاحظات                                |
| ---------- | -------------------------------- | -------------- | -------------------------------------- |
| 2007       | أحذية الباليه                    | بوسي           | فيلم تلفزيوني                          |
| 2008       | شعور وإحساس                      | مارغريت داشوود | مُسلسا تلفزيوني                         |
| 2010       | مو                               | هنرييتا نورتون | فيلم تلفزيوني                          |
| 2011       | لويس                             | زوي ساسكين     | شاركت في حلقة بعنوان «هدية من وعد»     |
| 2011، 2014 | بورجيا                           | الأخت لوسيا    | شاركت في حلقتين بعنوان «الوحش» و«1497» |
| 2014       | المسعى                           | بريترز         | شاركت في حلقة «الموسيقى الهادئة»       |
| 2014       | القانون والنظام: المملكة المتحدة | جورجيا هوتون   | شاركت في حلقة «رومانسية سيئة»          |
| 2015       | الحياة في الساحات                | انجليكا بيل    | مسلسىل تلفزيوني                        |
| 2017       | الغجر                            | أليسون آدمز    | دور رئيسي                              |
| 2019       | سياسي                            | تي بي إيه      | دور ثانوّي                              |
| 2022       | لماذا لم يسألوا إيفانز؟          | فرانكي ديروينت | دور رئيسي                              |

## روابط خارجية
- لوسي بوينتون على موقع IMDb (الإنجليزية)
- لوسي بوينتون على موقع ميتاكريتيك (الإنجليزية)
- لوسي بوينتون على موقع روتن توميتوز (الإنجليزية)
- لوسي بوينتون على موقع ألو سيني (الفرنسية)
- لوسي بوينتون على موقع تيرنر كلاسيك موفيز (الإنجليزية)
- لوسي بوينتون على موقع أول موفي (الإنجليزية)
- لوسي بوينتون على موقع قاعدة بيانات الفيلم (الإنجليزية)
- لوسي بوينتون على موقع كينوبويسك (الروسية)